# برای جوان مردن خیلی پیر است
برای جوان مردن خیلی پیر است (انگلیسی: Too Old to Die Young) یک مینی‌سریال درام جنایی به کارگردانی نیکلاس ویندینگ رفن و نویسندگی رفن، اد بروبیکر و هیلی گراس است.
رفن در جشنوارهٔ فیلن کن ۲۰۱۹ فاش می‌کند که دونالد ترامپ در شکل‌گیری سریال سهیم بوده است. رفن می‌گوید: «وقتی به لس آنجلس نقل مکان کردیم تا مراحل تولید را آغاز کنیم، انتخابات در حال انجام بود. این مسئله بر روی فردی خارجی چون من که اهل کپنهاگن امن‌ترین و شاید لیبرال‌ترین شهر کهکشان بودم تأثیر زیادی گذاشت. مثل بیگانه‌ای فضایی بودم که در سرزمینی غریب رها کرده باشند.» رفن می‌گوید هر شب به اتاق نویسندگان می‌رفته تا اپیزودهای بعدی را دوباره براساس اخباری که به گوش می‌رسید سازماندهی کند. او اشاره می‌کند که ریاست جمهوری ترامپ موجب شده سریال لحنی آخرالزمانی به خود بگیرد.

## بازیگران
- مایلز تلر در نقش مارتین جونز
- آگوستو آگیلرا در نقش جیزز روخاس
- کریستینا رودلو در نقش یاریتزا
- نل تایگر فری در نقش جینی کارتر
- جان هاکس در نقش ویگو لارسن
- جنا مالون در نقش دایانا دی یانگ

## موسیقی
آلبوم موسیقی متن سریال اثری از کلیف مارتینز است. این چهارمین همکاری او با نیکلاس ویندینگ رفن است.
داریوش خنجی فیلمبرداری این سریال را برعهده داشته است.